# آفت ۶۸۱۷
سیارک ۶۸۱۷ (به انگلیسی: 6817 Pest، نامگذاری:1982BP2) شش هزار و هشتصد و هفدهمین سیارک کشف شده‌است که در ۲۰ ژانویه ۱۹۸۲ کشف شد.
قدر مطلق سیارک برابر ۱۴٫۳۰ است.